# Расејњај
Расејњај (литв. Raseiniai, рус. Россиены, пољ. Rosienie) је град у Литванији, у средишњем делу земље. Расејњај је седиште истоимене општине Расејњај у оквиру округа Каунас.
Расејњај је по последњем попису из 2010. године имала 12.363 становника.